# Biörn Fjärstedt
Biörn Gunnar Fjärstedt, född 29 oktober 1936 i Norrköping, är en svensk biskop emeritus som var biskop i Visby stift mellan 1991 och 2003. 

## Biografi
Fjärstedt prästvigdes den 20 maj 1962 i Visby domkyrka av biskop Olof Herrlin. Han blev teologie licentiat i bibelvetenskap i Lund 1967, och teologie doktor i Uppsala 1974. Han var därefter lärare vid Tamilnadu Theological Seminary i Madurai i Indien 1968-76. 
Han återvände till Sverige som utredningssekreterare i Svenska kyrkans missions kansli 1976-80, och därefter direktor och chef där 1981-91. Fjärstedt valdes till biskop av Visby stift 1991 och biskopsvigdes i Uppsala domkyrka av Bertil Werkström. Han var biskop i Visby 1991-2003. Han efterträddes av biskop Lennart Koskinen. 
I oktober 2009 ersatte Fjärstedt framlidne biskop Bertil Gärtner som visitator för Laurentiistiftelsen i Lund,, en befattning som han uppehöll till oktober 2018 då han efterträddes av biskop Johan Tyrberg. Till augusti 2017 var han visitator för den Ekumeniska kommuniteten i Bjärka-Säby.